# Ершово (Междуреченский район)
Ершово — деревня в Междуреченском районе Вологодской области.
Входит в состав Ботановского сельского поселения, с точки зрения административно-территориального деления — в Ботановский сельсовет.
Расстояние по автодороге до районного центра Шуйского — 38 км, до центра муниципального образования Игумницева — 6 км. Ближайшие населённые пункты — Огнево, Сватилово, Марково.
По переписи 2002 года население — 4 человека.